# Večernjakova domovnica
Večernjakova domovnica godišnja je nagrada koju se dodjeljuje od 2006. najpopularnijim i najuspješnijim Hrvatima koji žive izvan granica svoje domovine.
Nagradu dodjeljuje Večernji list u Njemačkom gradu Bad Homburgu. Tijekom gala večeri okupljaju se brojni predstavnici Hrvatskih zajednica u Europi.
Čitatelji Večernjaka i stručni ocjenjivački žiri glasuju a nagrade se dodjeljuju kategorijama šport, glazba, gluma i spektakl.

## Vanjske poveznice
- Članak u Večernjem listu
- Berlinski magazin
- Članak u Hrvati.ch  Arhivirana inačica izvorne stranice od 4. ožujka 2012. (Wayback Machine)